# 핫 락
《핫 락》(영어: The Hot Rock)은 미국에서 제작된 피터 예이츠 감독의 1972년 범죄 코미디 드라마 영화이다. 로버트 레드퍼드 등이 출연하였고, 핼 랜더스 등이 제작에 참여하였다.
1973년 제45회 아카데미상에서 프랭크 P. 켈러와 프레드 W. 버거가 편집상 후보에 올랐다.

## 줄거리
1971년, 주인공은 출소하자마자 아프리카산 다이아몬드 절도에 가담하게 된다. 하지만 계획은 거듭 어그러진다.

## 출연진
- 로버트 레드퍼드
- 조지 시걸
- 론 리브먼
- 폴 샌드
- 모지스 건
- 제로 모스텔
- 윌리엄 레드필드
- 크리스토퍼 게스트
- 샬럿 레이

## 기타 제작진
- 배역: 앨릭스 고든
- 미술: 존 로버트 로이드
- 의상: 루스 몰리

## 같이 보기
- 하이스트 영화